# Kenneth Vanbilsen
Kenneth Vanbilsen (* 1. Juni 1990 in Herk-de-Stad) ist ein ehemaliger belgischer Radrennfahrer.

## Sportlicher Werdegang
Kenneth Vanbilsen entstammt einer Radsportfamilie. Sowohl sein Großvater wie auch drei Onkel und zwei Cousins waren oder sind Radrennfahrer, einer seiner Onkel ist Eric Vanderaerden, belgischer Straßenmeister von 1984, Gewinner von Paris–Roubaix 1987 sowie der Flandern-Rundfahrt 1985. 2008 gewann Kenneth Vanbilsen die Trofée der Vlaamse Ardennen für Junioren, 2011 zwei Etappen der Ronde van Vlaams-Brabant. Im Jahr darauf entschied er die U23-Ausgabe der Flandern-Rundfahrt für sich und belegte im U23-Straßenrennen bei den Straßenweltmeisterschaften im niederländischen in Limburg Platz acht. 2014 gewann er den Grand Prix d’Ouverture La Marseillaise.
2015 wurde Vanbilsen Mitglied im UCI WorldTeam Cofidis. Er wurde erstmals für die Tour de France nominiert. Auf der sechsten Etappe über 191,5 Kilometer von Abbeville nach Le Havre zog er die Aufmerksamkeit auf sich, als er zunächst in einer Ausreißergruppe mit Perrig Quéméneur und Daniel Teklehaimanot schon nach sechs Kilometern aus dem Feld fuhr; die Gruppe hatte zeitweilig bis über zwölf Minuten Vorsprung. Drei  Kilometer vor dem Ziel wurde er jedoch, nachdem die beiden anderen Fahrer schon zurückgefallen waren, vom Peloton geschluckt. Letztlich belegte er am Ende der Etappe Platz 142. In den folgenden drei Jahren nahm er jeweils an der Vuelta a España teil, bestes Tagesergebnis war ein siebter Etappenrang im Jahr 2017. 2018 erzielte er mit Dwars door het Hageland seinen einzigen Sieg für das Team Cofidis.
Nach wiederholten Verletzungen entschied sich Vanbilsen, nach der Saison 2022 im Alter von 32 Jahren seine Karriere als Radrennfahrer zu beenden.

## Erfolge
2014
- Grand Prix d’Ouverture La Marseillaise

2017
- Sprintwertung Belgien-Rundfahrt

2019
- Dwars door het Hageland

## Grand-Tour-Platzierungen
| Grand Tour            | 2015 | 2016 | 2017 | 2018 |
| --------------------- | ---- | ---- | ---- | ---- |
| Giro d’ItaliaGiro     | –    | –    | –    | –    |
| Tour de FranceTour    | 158  | –    | –    | –    |
| Vuelta a EspañaVuelta | –    | DNF  | 146  | 137  |